# 27584 Barbaravelez
27584 Barbaravelez este un asteroid din centura principală de asteroizi.

## Descriere
27584 Barbaravelez este un asteroid din centura principală de asteroizi. A fost descoperit pe 25 octombrie 2000 la Socorro, New Mexico, în cadrul proiectului LINEAR. Asteroidul prezintă o orbită caracterizată de o semiaxă mare de 2,76 ua, o excentricitate de 0,18 și o înclinație de 4,6° în raport cu ecliptica.